# Teemu Turunen
Teemu Turunen (Kuopio, 19 gennaio 1986) è un ex calciatore finlandese, di ruolo centrocampista.

## Carriera

### Club
Turunen cominciò la carriera con la maglia del KooTeePee. Giocò poi per l'Inter Turku e nuovamente al KooTeePee, prima di trasferirsi ai norvegesi del Sogndal. Esordì in squadra il 7 aprile 2009, quando fu titolare nel pareggio per 2-2 contro lo Hønefoss. Sempre nel corso dello stesso anno, passò agli svedesi del Falkenberg, prima di ritornare al KooTeePee. Nel 2011, fu in forza al Lahti.